# إيلين تشونغ
إيلين تشونغ (بالإنجليزية: Eileen Chong)‏ هي كاتِبة وشاعرة أسترالية، ولدت في 1980 في سنغافورة.